# Croácia na Universíada de Verão de 2021
A Croácia participou da Universíada de Verão de 2021, que aconteceu em Chengdu, na China, entre 28 de julho e 8 de agosto de 2023.
Foram 13 atletas — oito masculinos e cinco femininos — em quatro modalidades olímpicas.

## Competidores
Estas foram as modalidades e atletas que disputaram a edição:
| Esporte             | Masculino | Feminino | Total |
| ------------------- | --------- | -------- | ----- |
| Atletismo           | 2         | 3        | 5     |
| Ginástica artística | 3         | 0        | 3     |
| Ginástica rítmica   | 0         | 1        | 1     |
| Taekwondo           | 3         | 1        | 4     |
| Total               | 8         | 5        | 13    |

## Medalhas

### Medalhistas
Este foi o medalhista desta edição:
| Medalha | Esporte   | Atleta                 | Prova                |
| ------- | --------- | ---------------------- | -------------------- |
| Bronze  | Taekwondo | Josip Bilić Pavlinović | Masculino – até 87kg |

### Por modalidade
Esta foi a medalha por modalidade nesta edição:
| Esporte   | Medalha de ouro | Medalha de prata | Medalha de bronze | Total de medalhas |
| --------- | --------------- | ---------------- | ----------------- | ----------------- |
| Taekwondo | 0               | 0                | 1                 | 1                 |
| Total     | 0               | 0                | 1                 | 1                 |

## Desempenho

### Atletismo
Masculino
Provas de pista
| Atleta            | Evento               | Primeira fase | Primeira fase | Quartas de final | Quartas de final | Semifinal | Semifinal | Final     | Final | Ref.        |
| Atleta            | Evento               | Resultado     | Pos.          | Resultado        | Pos.             | Resultado | Pos.      | Resultado | Pos.  | Ref.        |
| ----------------- | -------------------- | ------------- | ------------- | ---------------- | ---------------- | --------- | --------- | --------- | ----- | ----------- |
| Lovro Nedeljković | 3000m com obstáculos | 9:45.92 Q     | 7             | —                | —                | —         | —         | DNF       | DNF   | [ 3 ] [ 4 ] |

Provas de campo
| Atleta       | Evento         | Qualificação | Qualificação | Final     | Final | Ref.  |
| Atleta       | Evento         | Distância    | Pos.         | Distância | Pos.  | Ref.  |
| ------------ | -------------- | ------------ | ------------ | --------- | ----- | ----- |
| Ivan Paravać | Salto com vara | —            | —            | 5.35      | 6     | [ 5 ] |

Feminino
Provas de pista
| Atleta             | Evento | Primeira fase | Primeira fase | Quartas de final | Quartas de final | Semifinal   | Semifinal   | Final       | Final       | Ref.  |
| Atleta             | Evento | Resultado     | Pos.          | Resultado        | Pos.             | Resultado   | Pos.        | Resultado   | Pos.        | Ref.  |
| ------------------ | ------ | ------------- | ------------- | ---------------- | ---------------- | ----------- | ----------- | ----------- | ----------- | ----- |
| Melani Bosić       | 200m   | 24.93         | 4             | —                | —                | Não avançou | Não avançou | Não avançou | Não avançou | [ 6 ] |
| Klara Andrijasević | 800m   | DNS           | DNS           | —                | —                | —           | —           | Não avançou | Não avançou | [ 7 ] |
| Klara Andrijasević | 1 500m | 4:32.40       | 9             | —                | —                | —           | —           | Não avançou | Não avançou | [ 8 ] |

Provas de campo
| Atleta     | Evento          | Qualificação | Qualificação | Final       | Final       | Ref.  |
| Atleta     | Evento          | Distância    | Pos.         | Distância   | Pos.        | Ref.  |
| ---------- | --------------- | ------------ | ------------ | ----------- | ----------- | ----- |
| Sara Ascić | Salto em altura | 1.75         | 16           | Não avançou | Não avançou | [ 9 ] |

### Ginástica artística
Masculino
Individual
| Atleta        | Evento           | Qualificatória | Qualificatória | Qualificatória | Qualificatória | Qualificatória | Qualificatória | Qualificatória | Qualificatória | Final       | Final       | Final       | Final       | Final       | Final       | Final       | Final       | Ref.   |
| Atleta        | Evento           | Aparelho       | Aparelho       | Aparelho       | Aparelho       | Aparelho       | Aparelho       | Total          | Pos.           | Aparelho    | Aparelho    | Aparelho    | Aparelho    | Aparelho    | Aparelho    | Total       | Pos.        | Ref.   |
| Atleta        | Evento           | So             | CA             | Ar             | S              | BP             | BF             | Total          | Pos.           | So          | CA          | Ar          | S           | BP          | BF          | Total       | Pos.        | Ref.   |
| ------------- | ---------------- | -------------- | -------------- | -------------- | -------------- | -------------- | -------------- | -------------- | -------------- | ----------- | ----------- | ----------- | ----------- | ----------- | ----------- | ----------- | ----------- | ------ |
| Marko Jovicić | Individual geral | 11.600         | DNS            | DNS            | DNS            | DNS            | DNS            | DNF            | DNF            | Não avançou | Não avançou | Não avançou | Não avançou | Não avançou | Não avançou | Não avançou | Não avançou | [ 10 ] |
| Jakov Vlahek  | Individual geral | DNS            | 12.700         | DNS            | DNS            | DNS            | DNS            | DNF            | DNF            | Não avançou | Não avançou | Não avançou | Não avançou | Não avançou | Não avançou | Não avançou | Não avançou | [ 10 ] |
| Liam Rabić    | Individual geral | DNS            | 11.466         | DNS            | DNS            | DNS            | DNS            | DNF            | DNF            | Não avançou | Não avançou | Não avançou | Não avançou | Não avançou | Não avançou | Não avançou | Não avançou | [ 10 ] |

### Ginástica rítmica
| Atleta      | Evento | Qualificação | Qualificação | Qualificação | Qualificação | Qualificação | Qualificação | Final       | Final       | Final       | Final       | Final  | Final | Ref.   |
| Atleta      | Evento |              |              |              |              | Total        | Pos.         |             |             |             |             | Total  | Pos.  | Ref.   |
| ----------- | ------ | ------------ | ------------ | ------------ | ------------ | ------------ | ------------ | ----------- | ----------- | ----------- | ----------- | ------ | ----- | ------ |
| Lana Sambol | Geral  | —            | —            | —            | —            | —            | —            | 25.100      | 24.000      | 25.950      | 20.400      | 95.450 | 23    | [ 11 ] |
| Lana Sambol | Arco   | 25.100       | —            | —            | —            | —            | 23           | Não avançou | —           | —           | —           | —      | —     | [ 12 ] |
| Lana Sambol | Bola   | —            | 24.000       | —            | —            | —            | 25           | —           | Não avançou | —           | —           | —      | —     | [ 13 ] |
| Lana Sambol | Maças  | —            | —            | 25.950       | —            | —            | 17           | —           | —           | Não avançou | —           | —      | —     | [ 14 ] |
| Lana Sambol | Fita   | —            | —            | —            | 20.400       | —            | 28           | —           | —           | —           | Não avançou | —      | —     | [ 15 ] |

### Taekwondo
Masculino
| Atleta                 | Evento   | Oitavas                | Quartas                 | Semifinais             | Final                  | Posição           | Ref.          |
| Atleta                 | Evento   | Adversário e resultado | Adversário e resultado  | Adversário e resultado | Adversário e resultado | Posição           | Ref.          |
| ---------------------- | -------- | ---------------------- | ----------------------- | ---------------------- | ---------------------- | ----------------- | ------------- |
| Leon Glasnović         | até 68kg | MGL B. Enkhbold V 2–0  | KOR Lee S. D 1–2        | Não avançou            | Não avançou            | Não avançou       | [ 16 ]        |
| Josip Bilić Pavlinović | até 87kg | KAZ B. Kablan V 2–0    | AZE T. Suleymanov V 2–1 | IRI A. Salimi D 0–2    | Não avançou            | Medalha de bronze | [ 17 ] [ 18 ] |

| Atleta      | Evento | Primeira fase | Primeira fase | Semifinal   | Semifinal   | Final       | Final       | Ref.   |
| Atleta      | Evento | Resultado     | Pos.          | Resultado   | Pos.        | Resultado   | Pos.        | Ref.   |
| ----------- | ------ | ------------- | ------------- | ----------- | ----------- | ----------- | ----------- | ------ |
| Borna Pecko | Pumsae | 6.420         | 12            | Não avançou | Não avançou | Não avançou | Não avançou | [ 19 ] |

Feminino
| Atleta         | Evento | Primeira fase | Primeira fase | Semifinal   | Semifinal   | Final       | Final       | Ref.   |
| Atleta         | Evento | Resultado     | Pos.          | Resultado   | Pos.        | Resultado   | Pos.        | Ref.   |
| -------------- | ------ | ------------- | ------------- | ----------- | ----------- | ----------- | ----------- | ------ |
| Tena Smiljanić | Pumsae | 6.120         | 12            | Não avançou | Não avançou | Não avançou | Não avançou | [ 20 ] |

Legenda
| Recorde mundial      | Recorde mundial (World record)               |                       | Recorde africano                      | Recorde africano (African) |                                           | Q | Classificado por posição (Qualified) |
| Recorde olímpico     | Recorde olímpico (Olympic record)            | Recorde da América    | Recorde da América (Americas)         | q                          | Classificado por melhor tempo (Qualified) |   |                                      |
| Melhor marca do ano  | Melhor marca do ano (World leading)          | Recorde asiático      | Recorde asiático (Asian)              | DNS                        | Não largou (Did not start)                |   |                                      |
| Recorde nacional     | Recorde nacional (National record)           | Recorde europeu       | Recorde europeu (European)            | DNF                        | Não terminou (Did not finish)             |   |                                      |
| Recorde pessoal      | Recorde pessoal do atleta (Personal best)    | Recorde da Oceania    | Recorde da Oceania (Oceania)          | DSQ / DQ                   | Desclassificado (Disqualified)            |   |                                      |
| Recorde da temporada | Recorde da temporada do atleta (Season best) | Recorde sul-americano | Recorde sul-americano (South America) | NM                         | Sem marca (No mark)                       |   |                                      |